# Frank Pasquill
Frank Pasquill (* 8. September 1914; † 15. Oktober 1994) war ein englischer Meteorologe am meteorologischen Dienst des Vereinigten Königreichs, dem damaligen Meteorological Office. Er arbeitete auf den Gebieten der atmosphärischen Diffusion und der Mikrometeorologie.

## Leben
Frank Pasquill wurde als Sohn des Bergmanns Joseph und von Elizabeth (geb. Rudd) Pasquill geboren. Er besuchte als erstes Mitglied seiner Familie eine weiterführende Schule, und zwar in Hartlepool. Anschließend studierte er am College der Universität Durham und erwarb dort im Jahr 1935 einen Abschluss mit Auszeichnung in Physik. Daraufhin wurde er mit einem zweijährigen Stipendium des College ausgezeichnet. 1937 heiratete er Margaret Alice Turnbull, mit der er 57 Jahre lang verheiratet war und zwei Töchter hatte.
Von 1937 bis 1943 arbeitete er an der Einrichtung des Meteorological Office zur Verteidigung gegen chemische Kampfstoffe in Porton Down. Dort beschäftigte er sich mit Messungen der Verdunstung von Flüssigkeiten in turbulenten Luftströmungen. Dafür führte er Windkanal- und Feldversuche durch. Auf Grundlage dieser Versuche adaptierte er Gleichungen von O. G. Sutton und entwickelte so das heute als Sutton-Pasquill-Modell bekannte Modell der Verdunstung.
Von 1943 bis 1946 arbeitete er in Queensland, Australien, an Themen der Ausbreitung giftiger Kampfstoffe, die als Verschlusssache eingestuft waren. 1946 kehrte er an das Meteorological Office in Cambridge zurück, um dort eine Arbeitsgruppe zu leiten. Er führte Feldversuche zur Verdunstung durch und erstellte Höhenprofile turbulenter Flüsse von Wärme und Wasserdampf.
1950 erwarb er einen Doktorgrad (Doctor of Science) der Universität Durham. Er wurde an das Zentrum für Atomenergieforschung Atomic Energy Research Establishment in Harwell versetzt. Dort arbeitete er mit N. G. Stewart an der Ausbreitung radioaktiver Stoffe aus kerntechnischen Anlagen und Kernwaffentests.
1954 kehrte er nach Porton Down zurück, um Feldversuche zur Struktur atmosphärischer Turbulenz und der Ausbreitung von Schadstoffen durchzuführen. Er entwickelte eine einfache Methode zur Abschätzung der atmosphärischen Stabilität auf Grundlage der Windgeschwindigkeit, der Globalstrahlung, der Bewölkung und der Tageszeit. Diese Abschätzung führte zu den Pasquill-Klassen der atmosphärischen Stabilität von A (sehr labil) bis F (stabil). Darüber hinaus leitete er Kurven ab, die inzwischen als vertikale und horizontale Dispersionskoeffizienten interpretiert werden.
1961 wechselte er in die Abteilung für Mikrometeorologie in Bracknell. Er wurde 1966 zum stellvertretenden wissenschaftlichen Leiter befördert und leitete ab 1970 eine Forschungsabteilung zu Grenzflächen-Meteorologie.
1974 ging er in den Ruhestand. An der Pennsylvania State University und an der North Carolina State University verbrachte er ein Jahr als Gastprofessor, wo er mit Hans Panofsky, Kenneth Calder, Frank Gifford und Robert McCormick zusammenarbeitete.
Frank Pasquill war Vorsitzender der königlichen meteorologischen Gesellschaft, der Royal Meteorological Society, von 1970 bis 1972. 1978 wurde er zum Ehrenmitglied der Royal Meteorological Society gewählt, erhielt deren Symons-Goldmedaille 1982 und war Redakteur einer wissenschaftlichen Zeitschrift der Royal Meteorological Society, des Quarterly Journal. Mitglied der königlichen wissenschaftlichen Gesellschaft, der Royal Society, wurde Pasquill im Jahr 1977.
Er schrieb ein Standardwerk zu atmosphärischer Diffusion. Von 1962 bis 1980 war er Vorsitzender des beratenden Ausschusses zu Umweltforschung der Zentralamtes für Stromproduktion Central Electricity Generating Board.

## Werke
- F. Pasquill, Atmospheric Diffusion: The Dispersion of Windborne Material from Industrial and other Sources. D. Van Norstand Company, Ltd., London, 1962.
- F. Pasquill, Atmospheric Diffusion: The Dispersion of Windborne Material from Industrial and other Sources. 2. Auflage, D. Van Norstand Company, Ltd., London, 1974.
- F. Pasquill, F. B. Smith, Atmospheric Diffusion. 3. Auflage, John Wiley & Sons, Ltd., New York, 1983.